# Lacs Cathedral
Les lacs Cathedral (en anglais : Cathedral Lakes) sont un groupe de lacs américains dans le comté de Mariposa, en Californie. Ils sont situés à 2 832 mètres d'altitude au sein de la Yosemite Wilderness, dans le parc national de Yosemite.